# 鷄油凸
鷄油凸，又寫為雞油凸，早期寫作圭柔崠，是臺灣新竹縣寶山鄉的一個傳統地域名稱，位於該鄉中部偏南。相較於今日行政區，其範圍大致包括三峰村、油田村北半部。

## 歷史
台灣清治末期至日治初期，鷄油凸地區為一街庄，稱為「鷄油凸庄」，隸屬於竹北一堡。該庄北與雙溪庄為鄰，東與草山庄為鄰，南邊為大壢庄、石井庄、富興庄，西邊為新城庄。
1901年（日治明治三十四年）11月，全台廢縣廳改設二十廳，該庄隸屬於新竹廳。1909年（明治四十二年）10月，合併二十廳為十二廳，該庄隸屬不變。1920年（大正九年），廢十二廳改設五州二廳，該庄改制為「鷄油凸」大字，隸屬於新竹州竹東郡寶山庄，大字下有「鷄油凸」、「三叉凸」、「八分寮」小字名。
戰後寶山庄改制為寶山鄉，隸屬於新竹縣，大字亦改制為村。1950年桃、竹、苗分治，寶山鄉隸屬不變。

## 交通
高鐵路線大致以東北—西南走向經過鷄油凸地區中部偏北地帶，境內未設站，北側最近的是位於竹北六家的新竹站，南側最近的是位於後龍新港的苗栗站，由此等可快速前往高鐵南北各站。
鄉道竹40線（新湖路四段～二段）是新城至二重埔的道路，也是本地區南部主要的橫向道路，大致以西北西—東南東走向轉西南—東北走向蜿蜒經過本地區西南部、南部邊界地帶及東南部，向西可前往新城並止於鄉道竹47線，往東北經寶山水庫北側可前往二重埔並止於縣道122號。
鄉道竹43線（三峰路一段）是雙溪至富興的道路，也是本地區中部主要的縱向道路，向北可前往雙溪並止於鄉道竹82線，向南可前往富興止於省道台3線。
鄉道竹47-2線（峰城路）是榕樹崗至三峰的道路，也是本地區西部主要的縱向道路，向北可前往榕樹崗並止於鄉道竹47線本線，向南可前往三峰止於鄉道竹40線。
鄉道竹40-1線（寶峰路）是火燒崙至油田的道路，也是本地區東北部連絡鄉道竹43線、竹40線的橫向道路。

## 學校
- 雙溪國小三峰分校